# Жолток, Сергей Иванович
Серге́й Ива́нович Жо́лток (латыш. Sergejs Žoltoks; 2 декабря 1972, Рига — 3 ноября 2004, Минск) — латвийский хоккеист, центральный нападающий. Занимает второе место по заброшенным шайбам, передачам и очкам среди латвийских хоккеистов в истории НХЛ, уступая только Сандису Озолиньшу.

## Биография
Начинал карьеру в рижском «Динамо» (1990—1992), куда его взял 17-летним юношей Эвалд Грабовский.
В составе молодёжной сборной СССР стал чемпионом мира среди молодёжи в 1992 году. Выступал за сборную Латвии на чемпионатах мира в 1994, 1997, 1999, 2001, 2002 и 2004 годах.
В период с 1992 по 2004 год провёл 10 сезонов в командах НХЛ: «Бостон Брюинз», «Оттава Сенаторз», «Монреаль Канадиенс», «Эдмонтон Ойлерз», «Миннесота Уайлд» и «Нэшвилл Предаторз». Самым успешным сезоном для Жолтка стал сезон 2002/03, когда в составе «Миннесоты Уайлд» он набрал 42 очка (16+26) в 78 матчах регулярного чемпионата. В плей-офф также был одним из лидеров нападения «Уайлд» наряду с Марианом Габориком, в 18 матчах Сергей набрал 13 очков (2+11), а клуб дошёл до финала Западной конференции, выиграв две серии со счёта 1-3.
Всего в составе команд НХЛ сыграл 588 матчей и набрал 258 очков (111+147). В плей-офф Кубка Стэнли сыграл 45 матчей и набрал 18 очков (4+14).
В 2004 году, во время локаута вернулся в Латвию, выступал за ХК «Рига 2000» в чемпионате Латвии и в Открытом чемпионате Белоруссии.
Умер от сердечного приступа во время матча ХК «Рига 2000» и «Динамо» (Минск) 3 ноября 2004 года в Минске. Похоронен в Риге на Ивановском кладбище.
С 2005 года в Риге ежегодно проводится международный хоккейный турнир молодёжных сборных Мемориал Сергея Жолтока. В честь Сергея Жолтока названа рижская средняя школа № 55.
Жена Анна (женился в 17 лет) и сыновья Эдгар и Никита.